# Eleições legislativas portuguesas de 1980 no distrito de Viseu
| Eleições legislativas portuguesas de 1980 Distritos: Aveiro \| Beja \| Braga \| Bragança \| Castelo Branco \| Coimbra \| Évora \| Faro \| Guarda \| Leiria \| Lisboa \| Portalegre \| Porto \| Santarém \| Setúbal \| Viana do Castelo \| Vila Real \| Viseu \| Açores \| Madeira \| Estrangeiro |

## Resultados por Concelho
Os resultados nos concelhos do Distrito de Viseu foram os seguintes:

### Armamar
| Partido                 | Partido                         | Votos | %               | +/-  |
| ----------------------- | ------------------------------- | ----- | --------------- | ---- |
|                         | Aliança Democrática             | 3 692 | 71,11 / 100,00  | 5,61 |
|                         | Frente Republicana e Socialista | 788   | 15,18 / 100,00  | 1,74 |
|                         | Aliança Povo Unido              | 269   | 5,18 / 100,00   | 0,26 |
|                         | POUS-PST                        | 73    | 1,41 / 100,00   | -    |
|                         | União Democrática Popular       | 68    | 1,31 / 100,00   | 1,12 |
|                         | Outros                          | 97    | 1,86 / 100,00   |      |
| Votos Inválidos         | Votos Inválidos                 | 205   | 3,95 / 100,00   | 0,95 |
| Total                   | Total                           | 5 192 | 100,00 / 100,00 |      |
| Eleitorado/Participação | Eleitorado/Participação         | 6 245 | 83,14 / 100,00  | 3,80 |

### Carregal do Sal
| Partido                 | Partido                         | Votos | %               | +/-  |
| ----------------------- | ------------------------------- | ----- | --------------- | ---- |
|                         | Aliança Democrática             | 4 313 | 64,13 / 100,00  | 0,52 |
|                         | Frente Republicana e Socialista | 1 574 | 23,41 / 100,00  | 0,96 |
|                         | Aliança Povo Unido              | 294   | 4,37 / 100,00   | 0,79 |
|                         | POUS-PST                        | 75    | 1,12 / 100,00   | -    |
|                         | Outros                          | 174   | 2,58 / 100,00   |      |
| Votos Inválidos         | Votos Inválidos                 | 295   | 4,39 / 100,00   | 1,26 |
| Total                   | Total                           | 6 725 | 100,00 / 100,00 |      |
| Eleitorado/Participação | Eleitorado/Participação         | 8 223 | 81,78 / 100,00  | 3,93 |

### Castro Daire
| Partido                 | Partido                         | Votos  | %               | +/-  |
| ----------------------- | ------------------------------- | ------ | --------------- | ---- |
|                         | Aliança Democrática             | 7 797  | 69,98 / 100,00  | 5,74 |
|                         | Frente Republicana e Socialista | 2 124  | 19,06 / 100,00  | 1,33 |
|                         | Aliança Povo Unido              | 390    | 3,50 / 100,00   | 0,06 |
|                         | POUS-PST                        | 133    | 1,19 / 100,00   | -    |
|                         | Outros                          | 201    | 1,80 / 100,00   |      |
| Votos Inválidos         | Votos Inválidos                 | 497    | 4,47 / 100,00   | 1,16 |
| Total                   | Total                           | 11 142 | 100,00 / 100,00 |      |
| Eleitorado/Participação | Eleitorado/Participação         | 14 265 | 78,11 / 100,00  | 2,47 |

### Cinfães
| Partido                 | Partido                         | Votos  | %               | +/-  |
| ----------------------- | ------------------------------- | ------ | --------------- | ---- |
|                         | Aliança Democrática             | 8 531  | 61,80 / 100,00  | 5,76 |
|                         | Frente Republicana e Socialista | 3 359  | 24,33 / 100,00  | 3,33 |
|                         | Aliança Povo Unido              | 611    | 4,43 / 100,00   | 0,83 |
|                         | POUS-PST                        | 315    | 2,28 / 100,00   | -    |
|                         | Outros                          | 381    | 2,77 / 100,00   |      |
| Votos Inválidos         | Votos Inválidos                 | 608    | 4,41 / 100,00   | 0,17 |
| Total                   | Total                           | 13 805 | 100,00 / 100,00 |      |
| Eleitorado/Participação | Eleitorado/Participação         | 17 422 | 79,24 / 100,00  | 4,02 |

### Lamego
| Partido                 | Partido                         | Votos  | %               | +/-  |
| ----------------------- | ------------------------------- | ------ | --------------- | ---- |
|                         | Aliança Democrática             | 10 350 | 58,72 / 100,00  | 2,67 |
|                         | Frente Republicana e Socialista | 4 619  | 26,20 / 100,00  | 0,92 |
|                         | Aliança Povo Unido              | 1 312  | 7,44 / 100,00   | 1,57 |
|                         | POUS-PST                        | 265    | 1,50 / 100,00   | -    |
|                         | Outros                          | 444    | 2,52 / 100,00   |      |
| Votos Inválidos         | Votos Inválidos                 | 637    | 3,62 / 100,00   | 0,60 |
| Total                   | Total                           | 17 627 | 100,00 / 100,00 |      |
| Eleitorado/Participação | Eleitorado/Participação         | 21 660 | 81,38 / 100,00  | 4,03 |

### Mangualde
| Partido                 | Partido                         | Votos  | %               | +/-  |
| ----------------------- | ------------------------------- | ------ | --------------- | ---- |
|                         | Aliança Democrática             | 7 645  | 60,42 / 100,00  | 3,91 |
|                         | Frente Republicana e Socialista | 3 348  | 26,46 / 100,00  | 4,17 |
|                         | Aliança Povo Unido              | 713    | 5,64 / 100,00   | 0,21 |
|                         | POUS-PST                        | 222    | 1,75 / 100,00   | -    |
|                         | Outros                          | 290    | 2,29 / 100,00   |      |
| Votos Inválidos         | Votos Inválidos                 | 435    | 3,44 / 100,00   | 0,40 |
| Total                   | Total                           | 12 653 | 100,00 / 100,00 |      |
| Eleitorado/Participação | Eleitorado/Participação         | 15 371 | 82,32 / 100,00  | 1,57 |

### Moimenta da Beira
| Partido                 | Partido                         | Votos | %               | +/-  |
| ----------------------- | ------------------------------- | ----- | --------------- | ---- |
|                         | Aliança Democrática             | 4 767 | 66,98 / 100,00  | 2,42 |
|                         | Frente Republicana e Socialista | 1 345 | 18,90 / 100,00  | 0,40 |
|                         | Aliança Povo Unido              | 454   | 6,38 / 100,00   | 0,27 |
|                         | POUS-PST                        | 81    | 1,14 / 100,00   | -    |
|                         | Outros                          | 163   | 2,29 / 100,00   |      |
| Votos Inválidos         | Votos Inválidos                 | 307   | 4,31 / 100,00   | 0,49 |
| Total                   | Total                           | 7 117 | 100,00 / 100,00 |      |
| Eleitorado/Participação | Eleitorado/Participação         | 8 818 | 80,71 / 100,00  | 5,48 |

### Mortágua
| Partido                 | Partido                         | Votos | %               | +/-  |
| ----------------------- | ------------------------------- | ----- | --------------- | ---- |
|                         | Aliança Democrática             | 3 886 | 63,69 / 100,00  | 3,92 |
|                         | Frente Republicana e Socialista | 1 384 | 22,68 / 100,00  | 1,88 |
|                         | Aliança Povo Unido              | 376   | 6,16 / 100,00   | 1,19 |
|                         | POUS-PST                        | 62    | 1,02 / 100,00   | -    |
|                         | Outros                          | 170   | 2,79 / 100,00   |      |
| Votos Inválidos         | Votos Inválidos                 | 223   | 3,66 / 100,00   | 0,10 |
| Total                   | Total                           | 6 101 | 100,00 / 100,00 |      |
| Eleitorado/Participação | Eleitorado/Participação         | 8 272 | 73,75 / 100,00  | 1,89 |

### Nelas
| Partido                 | Partido                         | Votos  | %               | +/-  |
| ----------------------- | ------------------------------- | ------ | --------------- | ---- |
|                         | Aliança Democrática             | 4 498  | 52,50 / 100,00  | 1,41 |
|                         | Frente Republicana e Socialista | 2 868  | 33,47 / 100,00  | 0,25 |
|                         | Aliança Povo Unido              | 554    | 6,47 / 100,00   | 0,86 |
|                         | POUS-PST                        | 152    | 1,77 / 100,00   | -    |
|                         | União Democrática Popular       | 90     | 1,05 / 100,00   | 1,28 |
|                         | Outros                          | 142    | 1,66 / 100,00   |      |
| Votos Inválidos         | Votos Inválidos                 | 264    | 3,09 / 100,00   | 0,24 |
| Total                   | Total                           | 8 568  | 100,00 / 100,00 |      |
| Eleitorado/Participação | Eleitorado/Participação         | 10 556 | 81,17 / 100,00  | 3,70 |

### Oliveira de Frades
| Partido                 | Partido                         | Votos | %               | +/-  |
| ----------------------- | ------------------------------- | ----- | --------------- | ---- |
|                         | Aliança Democrática             | 5 025 | 77,08 / 100,00  | 2,39 |
|                         | Frente Republicana e Socialista | 1 002 | 15,37 / 100,00  | 1,32 |
|                         | Aliança Povo Unido              | 168   | 2,58 / 100,00   | 1,27 |
|                         | Outros                          | 172   | 2,64 / 100,00   |      |
| Votos Inválidos         | Votos Inválidos                 | 152   | 2,33 / 100,00   | 0,39 |
| Total                   | Total                           | 6 519 | 100,00 / 100,00 |      |
| Eleitorado/Participação | Eleitorado/Participação         | 7 457 | 87,42 / 100,00  | 0,23 |

### Penalva do Castelo
| Partido                 | Partido                         | Votos | %               | +/-  |
| ----------------------- | ------------------------------- | ----- | --------------- | ---- |
|                         | Aliança Democrática             | 4 165 | 70,34 / 100,00  | 2,14 |
|                         | Frente Republicana e Socialista | 1 014 | 17,13 / 100,00  | 0,63 |
|                         | Aliança Povo Unido              | 221   | 3,73 / 100,00   | 0,67 |
|                         | POUS-PST                        | 101   | 1,71 / 100,00   | -    |
|                         | Outros                          | 150   | 2,54 / 100,00   |      |
| Votos Inválidos         | Votos Inválidos                 | 270   | 4,56 / 100,00   | 1,60 |
| Total                   | Total                           | 5 921 | 100,00 / 100,00 |      |
| Eleitorado/Participação | Eleitorado/Participação         | 7 304 | 81,07 / 100,00  | 6,32 |

### Penedono
| Partido                 | Partido                         | Votos | %               | +/-  |
| ----------------------- | ------------------------------- | ----- | --------------- | ---- |
|                         | Aliança Democrática             | 1 493 | 62,44 / 100,00  | 6,23 |
|                         | Frente Republicana e Socialista | 537   | 22,46 / 100,00  | 3,34 |
|                         | Aliança Povo Unido              | 130   | 5,44 / 100,00   | 1,35 |
|                         | POUS-PST                        | 32    | 1,34 / 100,00   | -    |
|                         | Outros                          | 71    | 2,97 / 100,00   |      |
| Votos Inválidos         | Votos Inválidos                 | 128   | 5,35 / 100,00   | 0,70 |
| Total                   | Total                           | 2 391 | 100,00 / 100,00 |      |
| Eleitorado/Participação | Eleitorado/Participação         | 3 094 | 77,28 / 100,00  | 4,64 |

### Resende
| Partido                 | Partido                         | Votos  | %               | +/-  |
| ----------------------- | ------------------------------- | ------ | --------------- | ---- |
|                         | Aliança Democrática             | 5 064  | 62,70 / 100,00  | 2,79 |
|                         | Frente Republicana e Socialista | 1 972  | 24,42 / 100,00  | 2,11 |
|                         | Aliança Povo Unido              | 234    | 2,90 / 100,00   | 0,34 |
|                         | POUS-PST                        | 157    | 1,94 / 100,00   | -    |
|                         | Outros                          | 192    | 2,38 / 100,00   |      |
| Votos Inválidos         | Votos Inválidos                 | 458    | 5,67 / 100,00   | 0,59 |
| Total                   | Total                           | 8 077  | 100,00 / 100,00 |      |
| Eleitorado/Participação | Eleitorado/Participação         | 10 234 | 78,92 / 100,00  | 4,90 |

### Santa Comba Dão
| Partido                 | Partido                         | Votos | %               | +/-  |
| ----------------------- | ------------------------------- | ----- | --------------- | ---- |
|                         | Aliança Democrática             | 5 317 | 64,40 / 100,00  | 0,82 |
|                         | Frente Republicana e Socialista | 2 071 | 25,08 / 100,00  | 0,90 |
|                         | Aliança Povo Unido              | 220   | 2,66 / 100,00   | 0,77 |
|                         | POUS-PST                        | 85    | 1,03 / 100,00   | -    |
|                         | Outros                          | 191   | 2,32 / 100,00   |      |
| Votos Inválidos         | Votos Inválidos                 | 372   | 4,51 / 100,00   | 1,02 |
| Total                   | Total                           | 8 256 | 100,00 / 100,00 |      |
| Eleitorado/Participação | Eleitorado/Participação         | 9 773 | 84,48 / 100,00  | 3,80 |

### São João da Pesqueira
| Partido                 | Partido                         | Votos | %               | +/-  |
| ----------------------- | ------------------------------- | ----- | --------------- | ---- |
|                         | Aliança Democrática             | 3 389 | 60,53 / 100,00  | 2,85 |
|                         | Frente Republicana e Socialista | 1 174 | 20,97 / 100,00  | 2,21 |
|                         | Aliança Povo Unido              | 404   | 7,22 / 100,00   | 0,35 |
|                         | POUS-PST                        | 123   | 2,20 / 100,00   | -    |
|                         | União Democrática Popular       | 90    | 1,61 / 100,00   | 0,71 |
|                         | Outros                          | 129   | 2,31 / 100,00   |      |
| Votos Inválidos         | Votos Inválidos                 | 290   | 5,18 / 100,00   | 1,29 |
| Total                   | Total                           | 5 599 | 100,00 / 100,00 |      |
| Eleitorado/Participação | Eleitorado/Participação         | 6 970 | 80,33 / 100,00  | 4,96 |

### São Pedro do Sul
| Partido                 | Partido                         | Votos  | %               | +/-  |
| ----------------------- | ------------------------------- | ------ | --------------- | ---- |
|                         | Aliança Democrática             | 7 629  | 60,82 / 100,00  | 0,99 |
|                         | Frente Republicana e Socialista | 2 946  | 23,49 / 100,00  | 1,44 |
|                         | Aliança Povo Unido              | 976    | 7,78 / 100,00   | 1,00 |
|                         | POUS-PST                        | 185    | 1,47 / 100,00   | -    |
|                         | Outros                          | 295    | 2,33 / 100,00   |      |
| Votos Inválidos         | Votos Inválidos                 | 513    | 4,09 / 100,00   | 0,29 |
| Total                   | Total                           | 12 544 | 100,00 / 100,00 |      |
| Eleitorado/Participação | Eleitorado/Participação         | 15 489 | 80,99 / 100,00  | 2,58 |

### Sátão
| Partido                 | Partido                         | Votos | %               | +/-  |
| ----------------------- | ------------------------------- | ----- | --------------- | ---- |
|                         | Aliança Democrática             | 6 036 | 80,57 / 100,00  | 3,49 |
|                         | Frente Republicana e Socialista | 912   | 12,17 / 100,00  | 1,66 |
|                         | Aliança Povo Unido              | 151   | 2,02 / 100,00   | 0,07 |
|                         | POUS-PST                        | 90    | 1,20 / 100,00   | -    |
|                         | Outros                          | 110   | 1,46 / 100,00   |      |
| Votos Inválidos         | Votos Inválidos                 | 193   | 2,58 / 100,00   | 0,28 |
| Total                   | Total                           | 7 492 | 100,00 / 100,00 |      |
| Eleitorado/Participação | Eleitorado/Participação         | 9 084 | 82,47 / 100,00  | 5,95 |

### Sernancelhe
| Partido                 | Partido                         | Votos | %               | +/-  |
| ----------------------- | ------------------------------- | ----- | --------------- | ---- |
|                         | Aliança Democrática             | 3 151 | 74,26 / 100,00  | 3,48 |
|                         | Frente Republicana e Socialista | 666   | 15,70 / 100,00  | 1,73 |
|                         | Aliança Povo Unido              | 79    | 1,86 / 100,00   | 0,62 |
|                         | POUS-PST                        | 67    | 1,58 / 100,00   | -    |
|                         | Outros                          | 114   | 2,68 / 100,00   |      |
| Votos Inválidos         | Votos Inválidos                 | 166   | 3,92 / 100,00   | 0,50 |
| Total                   | Total                           | 4 243 | 100,00 / 100,00 |      |
| Eleitorado/Participação | Eleitorado/Participação         | 5 126 | 82,77 / 100,00  | 4,31 |

### Tabuaço
| Partido                 | Partido                         | Votos | %               | +/-  |
| ----------------------- | ------------------------------- | ----- | --------------- | ---- |
|                         | Aliança Democrática             | 3 541 | 71,36 / 100,00  | 1,60 |
|                         | Frente Republicana e Socialista | 905   | 18,24 / 100,00  | 0,28 |
|                         | Aliança Povo Unido              | 129   | 2,60 / 100,00   | 0,37 |
|                         | POUS-PST                        | 68    | 1,37 / 100,00   | -    |
|                         | Outros                          | 146   | 2,94 / 100,00   |      |
| Votos Inválidos         | Votos Inválidos                 | 173   | 3,48 / 100,00   | 0,44 |
| Total                   | Total                           | 4 962 | 100,00 / 100,00 |      |
| Eleitorado/Participação | Eleitorado/Participação         | 5 979 | 82,99 / 100,00  | 4,03 |

### Tarouca
| Partido                 | Partido                         | Votos | %               | +/-  |
| ----------------------- | ------------------------------- | ----- | --------------- | ---- |
|                         | Aliança Democrática             | 3 136 | 69,26 / 100,00  | 3,89 |
|                         | Aliança Povo Unido              | 554   | 12,23 / 100,00  | 1,42 |
|                         | Frente Republicana e Socialista | 413   | 9,12 / 100,00   | 0,05 |
|                         | POUS-PST                        | 61    | 1,35 / 100,00   | -    |
|                         | Outros                          | 125   | 2,76 / 100,00   |      |
| Votos Inválidos         | Votos Inválidos                 | 239   | 5,28 / 100,00   | 0,72 |
| Total                   | Total                           | 4 528 | 100,00 / 100,00 |      |
| Eleitorado/Participação | Eleitorado/Participação         | 5 883 | 76,97 / 100,00  | 5,57 |

### Tondela
| Partido                 | Partido                         | Votos  | %               | +/-  |
| ----------------------- | ------------------------------- | ------ | --------------- | ---- |
|                         | Aliança Democrática             | 15 559 | 71,68 / 100,00  | 1,60 |
|                         | Frente Republicana e Socialista | 4 085  | 18,82 / 100,00  | 0,40 |
|                         | Aliança Povo Unido              | 802    | 3,69 / 100,00   | 0,48 |
|                         | Outros                          | 628    | 2,89 / 100,00   |      |
| Votos Inválidos         | Votos Inválidos                 | 633    | 2,91 / 100,00   | 0,18 |
| Total                   | Total                           | 21 707 | 100,00 / 100,00 |      |
| Eleitorado/Participação | Eleitorado/Participação         | 25 771 | 84,23 / 100,00  | 2,55 |

### Vila Nova de Paiva
| Partido                 | Partido                         | Votos | %               | +/-  |
| ----------------------- | ------------------------------- | ----- | --------------- | ---- |
|                         | Aliança Democrática             | 2 652 | 76,34 / 100,00  | 6,69 |
|                         | Frente Republicana e Socialista | 492   | 14,16 / 100,00  | 0,13 |
|                         | Aliança Povo Unido              | 73    | 2,10 / 100,00   | 0,33 |
|                         | Outros                          | 115   | 3,30 / 100,00   |      |
| Votos Inválidos         | Votos Inválidos                 | 142   | 4,08 / 100,00   | 1,51 |
| Total                   | Total                           | 3 474 | 100,00 / 100,00 |      |
| Eleitorado/Participação | Eleitorado/Participação         | 4 489 | 77,39 / 100,00  | 5,99 |

### Viseu
| Partido                 | Partido                         | Votos  | %               | +/-  |
| ----------------------- | ------------------------------- | ------ | --------------- | ---- |
|                         | Aliança Democrática             | 32 750 | 68,69 / 100,00  | 1,72 |
|                         | Frente Republicana e Socialista | 9 273  | 19,45 / 100,00  | 1,37 |
|                         | Aliança Povo Unido              | 2 454  | 5,15 / 100,00   | 0,19 |
|                         | POUS-PST                        | 562    | 1,18 / 100,00   | -    |
|                         | Outros                          | 1 133  | 2,38 / 100,00   |      |
| Votos Inválidos         | Votos Inválidos                 | 1 505  | 3,16 / 100,00   | 0,74 |
| Total                   | Total                           | 47 677 | 100,00 / 100,00 |      |
| Eleitorado/Participação | Eleitorado/Participação         | 56 228 | 84,79 / 100,00  | 3,24 |

### Vouzela
| Partido                 | Partido                         | Votos | %               | +/-  |
| ----------------------- | ------------------------------- | ----- | --------------- | ---- |
|                         | Aliança Democrática             | 6 012 | 73,58 / 100,00  | 3,24 |
|                         | Frente Republicana e Socialista | 1 338 | 16,37 / 100,00  | 0,55 |
|                         | Aliança Povo Unido              | 361   | 4,42 / 100,00   | 1,04 |
|                         | Outros                          | 209   | 2,54 / 100,00   |      |
| Votos Inválidos         | Votos Inválidos                 | 251   | 3,07 / 100,00   | 0,32 |
| Total                   | Total                           | 8 171 | 100,00 / 100,00 |      |
| Eleitorado/Participação | Eleitorado/Participação         | 9 732 | 83,96 / 100,00  | 1,24 |